# Paris-Roubaix 1951
La 49e édition de la course cycliste Paris-Roubaix a eu lieu le 8 avril 1951 et a été remportée par l'Italien Antonio Bevilacqua.
La course est l'une des épreuves comptant pour le Challenge Desgrange-Colombo.

## Parcours
L'édition 1951 de Paris-Roubaix est prévue sur un parcours habituel comprenant une rupture par la côte de Doullens, une succession de secteurs pavés entre Arras et Hénin-Liétard, le célèbre virage de Wattignies pour débuter vingt derniers kilomètres difficiles jusqu’au vélodrome de Roubaix,.

## Résumé
Disputée le 8 avril 1951, la quarante-neuvième édition de Paris-Roubaix est lancée sous la pluie à 10 h à Saint-Denis,. À l'entrée d'Arras, Louison Bobet subit une crevaison et est signalé, après réparation, à deux minutes et trente secondes de la tête de la course. Lâché derrière le troisième groupe de la course, le champion de France fait l’effort pour revenir sur un groupe de favoris et y parvient 18 km plus tard, seulement suivi par Marcel Kint, Oscar Plattner et Adolfo Leoni. Seuls l'animateur de la course Raymond Impanis, Lionel van Brabant, bientôt rejoints par Antonio Bevilacqua, Bernard Gauthier et Attilio Redolfi font la course devant ce groupe. Les deux groupes se rejoignent à trois kilomètres de Seclin. Au 227e kilomètre de la course, Antonio Bevilacqua tente sa chance en solitaire, il attaque pour éviter le sprint avec l’ancien champion du monde Rik Van Steenbergen. Le championne du monde de poursuite italien prend plusieurs centaines de mètres sur ses poursuivants lorsque Fiorenzo Magni chute à Lesquin et manque d'emporter Louison Bobet. A la sortie de l’Enfer du Nord, Bevilacqua a une avance importante et vise seul vers la victoire à Roubaix. Épuisé par les efforts fournis, Rik Van Steenbergen est battu au sprint pour la deuxième place par Louison Bobet.

## Classement final
|    | Cycliste            | Équipe             | Temps           |
| -- | ------------------- | ------------------ | --------------- |
| 1  | Antonio Bevilacqua  | Benotto            | 6 h 07 min 14 s |
| 2  | Louison Bobet       | Stella-Dunlop      | + 1 min 32 s    |
| 3  | Rik van Steenbergen | Mercier-Hutchinson | m.t.            |
| 4  | André Declerck      | Bertin             | + 2 min 05 s    |
| 5  | Jean Gueguen        | Mercier-Hutchinson | + 2 min 20 s    |
| 6  | Raymond Impanis     | Alcyon-Dunlop      | m.t.            |
| 7  | Bernard Gauthier    | Mercier-Hutchinson | m.t.            |
| 8  | Lionel van Brabant  | Mercier-Hutchinson | m.t.            |
| 9  | Maurice Diot        | Mercier-Hutchinson | + 2 min 59 s    |
| 10 | Ferdi Kübler        | Tebag              | m.t.            |